# Ingo Zimmermann

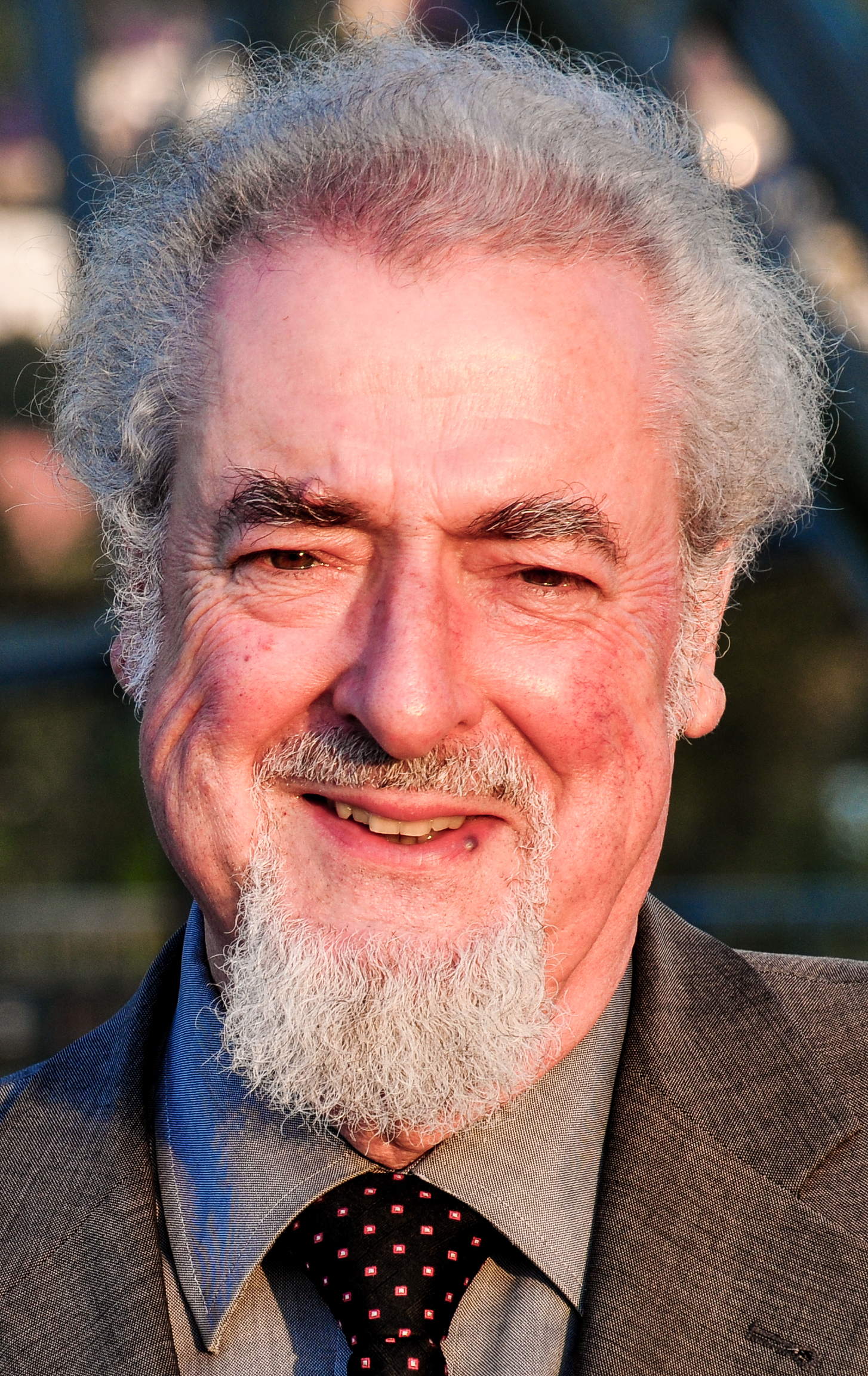
Ingo Zimmermann, 2013

Ingo Zimmermann (* 17. Dezember 1940 in Dresden) ist ein deutscher Journalist, Schriftsteller, Librettist und ehemaliger Politiker (DDR-CDU, ab 1990 CDU).

## Leben
Ingo Zimmermann legte 1959 das Abitur an der Dresdner Kreuzschule ab. Er studierte Evangelische Theologie an der Universität Leipzig und wurde 1965 von deren Theologischer Fakultät mit einer von Friedrich Haufe betreuten Dissertation über Reinhold Schneider zum Dr. theol. promoviert.
Bis 1973 arbeitete Zimmermann beim Union-Verlag in Berlin. Von 1974 bis 1976 war er freier Mitarbeiter beziehungsweise Kulturredakteur der Dresdner Tageszeitung Die Union. Im Jahr 1975 leistete Zimmermann seinen Reservistendienst als Bausoldat ab und war von 1977 bis 1989 freiberuflicher Schriftsteller.

## Politik
Zimmermann trat 1966 der DDR-Blockpartei CDU bei. Er war von 1968 bis 1972 Nachfolgekandidat im CDU-Bezirksvorstand Leipzig, 1974 bis 1981 Vorsitzender der CDU-Ortsgruppe Dresden-Striesen und 1985 bis 1987 Mitglied des CDU-Stadtvorstands Dresden. Zwischen 1985 und 1989 war er zudem berufenes Mitglied der Ständigen Kommission Kultur der Stadtverordnetenversammlung Dresden.
Nach der Wende war Ingo Zimmermann für die nunmehr vereinigte CDU zwischen 1990 und 1994 Mitglied des ersten sächsischen Landtags. Er war von 1994 bis 2004 Professor für Kunstgeschichte an der Dresdner Musikhochschule und ist seit 1992 Ordentliches Mitglied der Europäischen Akademie der Wissenschaften und Künste. Von 1993 bis 1994 und 1996 bis 2001 war Zimmermann Mitglied des Sächsischen Kultursenats, von 1995 bis 2003 Präsident des Sächsischen Musikrats sowie von 2002 bis 2008 Präsident der Sächsischen Akademie der Künste.
Zimmermann war Vorsitzender des Kuratoriums Welterbe Dresdner Elbtal von Beginn (2005) an bis zur Selbstauflösung dieses Gremiums 2008. Im Zusammenhang mit dieser Funktion trat er 2007 aus der CDU aus (siehe Dresdner Brückenstreit).

## Familie
Ingo Zimmermann ist der Bruder des Komponisten Udo Zimmermann.

## Schriften (Auswahl)
in der Reihenfolge des Erscheinens
als Autor
- Stimme in die Zeit. Das Friedenszeugnis Reinhold Schneiders. Eine Studie. Evangelische Verlagsanstalt, Berlin 1963.
- In Freiheit und Verantwortung. Reinhold Schneider (in der Reihe Christ in der Welt). Union-Verlag, Berlin 1966.
- Der späte Reinhold Schneider. Herder, Freiburg im Breisgau 1973.
- Reinhold Schneider. Weg eines Schriftstellers. Kreuz-Verlag, Stuttgart 1982, ISBN 3-7831-0703-2.
- E. T. A. Hoffmann in Dresden. Erzählung. Union Verlag Berlin 1985.
- Sachsens Markgrafen, Kurfürsten und Könige. Die Wettiner in der meißnisch-sächsischen Geschichte. Koehler & Amelang, München und Berlin 1997, ISBN 3-7338-0217-9.
- Johann von Sachsen, Philalethes. Die Zeit vor der Thronbesteigung. Koehler & Amelang, München und Berlin 2001, ISBN 3-7338-0306-X.

als Herausgeber
- mit Erna Hedwig Hofmann: Begegnungen mit Rudolf Mauersberger. Dankesgabe eines Freundeskreises. Evangelische Verlagsanstalt, Berlin 1964; 6., durch Neubearbeitung veränderte Aufl. 1977 unter dem Titel Begegnungen mit Rudolf Mauersberger. Lebensweg und Lebensleistung eines Dresdner Kreuzkantors.
- Dichter und Maler über Kunst und Natur. Sächsische Akademie der Künste, Dresden 2006, ISBN 3-934367-13-5.

als Librettist
- Udo Zimmermann: Die weiße Rose. Erstfassung: Ein Stück für das Musiktheater (Dresden 1967), Zweitfassung: Oper in acht Bildern und sieben Rückblenden (Schwerin 1968), Deutscher Verlag für Musik, Leipzig 1968.
- Udo Zimmermann: Die zweite Entscheidung. Oper in sieben Bildern und drei Interludien (Magdeburg / Dessau 1970). Deutscher Verlag für Musik, Leipzig 1970.
- Udo Zimmermann: Levins Mühle. Oper in neun Bildern frei nach dem Roman von Johannes Bobrowski (Dresden / Weimar 1973). Deutscher Verlag für Musik, Leipzig 1974.
- Rainer Kunad: Amphitryon. Musikalische Komödie (Berlin 1984). Kassel 1985.
- Eckehard Mayer: Der goldene Topf. Oper in vier Akten nach dem Märchen Der goldne Topf von E. T. A. Hoffmann (Dresden 1989). Henschel-Verlag, Berlin 1987.

## Ehrungen
- 2002: Sächsischer Verdienstorden
- 2004: Johann Walter Plakette
- 2014: Bundesverdienstkreuz 1. Klasse